# 大東京ビンボー生活マニュアル
『大東京ビンボー生活マニュアル』（だいとうきょうビンボーせいかつマニュアル）は、前川つかさによる日本の漫画作品。1986年から1989年まで『モーニング』で連載された。
1986年『別冊モーニング』にて『大東京ビンボー生活カタログ』のタイトルで読切が2話掲載。その後、『モーニング』にて連載となる。1話完結式で、基本的に1話4ページ。単行本は全5巻。

## 概要
東京都杉並区のとある住宅街に建つボロアパート「平和荘」に住む青年「コースケ」と、そのまわりの人達の交流を描いた作品。時はバブル時代の全盛期、そんな時代に、貧乏なりに生活を楽しむコースケとその周囲の、季節感を織り込んだ日常スケッチがメインとなる。
作中に登場する店舗、施設は実名だが、2011年の復刊時にはほとんどが現存していないため、コマ外にその旨の注釈が書かれている。
作者は小津安二郎の映画「東京物語」に影響を受けたと言っており、作品描写における空気感を重視していると、インタビューで語っている。

## 登場人物
コースケ
主人公。漢字表記は耕助。大学進学のため岩手県から上京、卒業後もそのままずっと東京都杉並区の平和荘で下宿生活を続けている。「東京で9度目の夏が来た」（第6話）との表記があるので、年齢は20代後半と思われる。大学卒業後は、様々な業種の短期のアルバイトを時々するくらいで定職に就かず、ビンボー生活を満喫している。いわゆるフリーターだが、怠け者というわけではなく、ことバイトにあたれば真面目に仕事をこなす。
生活にどうしても必要な最小限の物しか持たないため、部屋は殺風景でテレビどころかラジオもなく、家財道具と言えば電気ポットの他は、友人からもらった炊飯器、叔父が買ってくれたコタツが途中から出てくる程度。
読書好きで正岡子規の『病牀六尺』など手持ちのわずかな文学書を読んだり、古い映画を鑑賞することが趣味。音楽鑑賞も好み、10時間ねばっても何も言われない喫茶店で店内BGMを堪能したり、屋外で誰かが吹くトランペットに「こーゆー場所でこれほどの演奏が聴けるとは思わなかった」と感想を持ったりする。
好きな食べ物はコロッケとのり弁。のり弁が好きな理由は「好きなコロッケが入っているから」と「普通の弁当（シャケ弁など）は名前＝メインのおかずだが、のり弁はコロッケやフライなど、名前になっている海苔以上にメインのおかずがあるのが奥ゆかしいから」。
初期は酒に非常に弱かったが、中期以降は少し飲めるようになっている（後期には2人で2本目の一升瓶を飲み始める描写もある）。連載終了後は地方の寺の寺男をしているらしい。
ひろ子
コースケのガールフレンド。芸術家志望。叔母の家に住んでいる。普段はロングヘアを束ねている。しばしばコースケ宅を訪れてはコースケをモデルに絵を描いたり、散髪などの世話を焼いてくれるが、基本的にはつかず離れずの関係で、手をつないだり自転車の二人乗りをする以上の深い様子は描かれない。酒はコースケよりずっと強い。
隣の学生
名前は「広田くん」。コースケの下宿先の隣人で早大生。自転車をはじめ、帰省や旅行で長い事家を空ける時はテレビやビデオ、ラジカセなど、コースケに色々な生活用品を貸している。冷蔵庫も自由に使われているが、連載初期を除いて特に嫌がっているような描写はなく、快く応じている。コースケは「ギブ・アンド・テイク」（学生がコースケに「ギブ・アンド・ギブ」、コースケが学生から「テイク・アンド・テイク」）の関係と密かに称している。
大家
平和荘の大家。60前後の老年女性。平和荘の隣にある家に住む。コースケを息子のように見守る東京の母。但し、家賃の催促は厳しい。夫とは死別している。

## 書誌情報
- ワイドKCモーニング（講談社） - 絶版だが、電子書籍化されている。
  - 第1巻 ISBN 978-4061765276
  - 第2巻 ISBN 978-4061765337
  - 第3巻 ISBN 978-4061765399
  - 第4巻 ISBN 978-4061765542
  - 第5巻 ISBN 978-4061765672

- 講談社漫画文庫（講談社） - 1995年刊
  - 第1巻 ISBN 978-4062600422
  - 第2巻 ISBN 978-4062600439
  - 第3巻 ISBN 978-4062600446
  - 第4巻 ISBN 978-4062600538
  - 第5巻 ISBN 978-4062600545

- KCデラックス（講談社） - 2005年11月刊
  - 上巻 ISBN 978-4063721041
  - 下巻 ISBN 978-4063721058

全話をまとめ、描き下ろし（上巻・下巻各1話ずつ）を加えたもの。
- 『なにもないシアワセ　大東京ビンボー生活マニュアル』（イースト・プレス） ISBN 978-4781606477

2011年9月刊。著者によるセレクション版。新作書き下ろしと、著者インタビューを収録。
- 『大東京ビンボー生活マニュアル＋３』（興陽館）

2016年刊。電子書籍のみのセレクション版。同著者の短編を併載。